# Haideé Aceves
Haideé Viviane Aceves Pérez, née le 23 mars 1993 à Guadalajara, est une nageuse handisport mexicaine concourant en S2 pour les athlètes ayant des difficultés de coordination des quatre membres. Elle est double médaillée d'argent aux Jeux de 2024.

## Carrière
Haideé Aceves souffre d'arthrogrypose multiple qui entraîne une limitation des mouvements de ses bras et de ses jambes. Elle commence à nager à l'âge de neuf ans au Teleton Children's Rehabilitation Centre de Mexico.
Elle détient cinq médailles de bronze aux championnats du monde : trois en 2010 (50 m papillon S3, 200 m nage libre S3 et 100 m nage libre S3) et deux en 2013 (200 m nage libre S3 et 50 m brasse SB2).
Lors du premier jour des Jeux paralympiques d'été de 2024, Haideé Aceves remporte la médaille d'argent du 100 m dos S2 en 2 min 21 s 79, battant le record des Amériques de la distance. Deux jours plus tard, elle remporte sa deuxième médaille d'argent sur le 50 m dos S2 en 1 min 8 s 96.
En 2024, elle est élue conseillère municipale de la ville de Zapopan.

## Palmarès

### Jeux paralympiques
- Jeux paralympiques d'été de 2024 à Paris :
  -  50 m dos S2
  -  100m dos S2

### Championnats du monde
- Championnats du monde 2010 à Eindhoven :
  -  100 m nage libre S3
  -  200 m nage libre S3
  -  50 m papillon S3
- Championnats du monde 2013 à Montréal :
  -  200 m nage libre S3
  -  50 m brasse SB2